# Niger na Letnich Igrzyskach Paraolimpijskich 2012
Niger na Letnich Igrzyskach Paraolimpijskich 2012 w Londynie reprezentowało 2 zawodników.
Dla reprezentacji Nigru był to trzeci start w igrzyskach paraolimpijskich (poprzednio w 2004 i 2008). Dotychczas żaden zawodnik nie zdobył paraolimpijskiego medalu.

## Kadra

### Lekkoatletyka
Mężczyźni
| Zawodnik                  | Konkurencja | Kwalifikacje | Kwalifikacje | Finał                  | Finał                  |
| Zawodnik                  | Konkurencja | Wynik        | Poz.         | Wynik                  | Poz.                   |
| ------------------------- | ----------- | ------------ | ------------ | ---------------------- | ---------------------- |
| Ibrahim Mamoudou Tamangue | 100 m T46   | 12.29        | 7.           | Nie zakwalifikował się | Nie zakwalifikował się |

Kobiety
| Zawodnik          | Konkurencja              | Odległość | Poz. |
| ----------------- | ------------------------ | --------- | ---- |
| Kadidjatou Amadou | Rzut oszczepem F54/55/56 | 11.63     | 12.  |